# Hooper (Nebraska)
Hooper je grad u američkoj saveznoj državi Nebraska. Prema popisu stanovništva iz 2010. u njemu je živjelo 830 stanovnika.